# We Invented the Remix
We Invented the Remix — ремиксовый альбом американского рэпера Puff Daddy и The Bad Boy Family, выпущенный 14 мая 2002 года на лейбле Bad Boy Records.
В нём представлены ремиксы на хитовые синглы от артистов лейбла Bad Boy Records. Это был последний альбом, который Bad Boy выпустил совместно с лейблом Arista Records.
Альбом в основном был спродюсирован Sean «Puffy» Combs и Mario Winans, при содействии EZ Elpee, Megahertz, 7 Aurelius, Irv Gotti, Daron Jones, Buckwild, Deric «D-Dot» Angelettie, Ayinde и Harve «Joe Hooker» Pierre. В записи альбома приняли участие рэперы G. Dep, Craig Mack, Ghostface Killah, Keith Murray, P. Diddy, Ginuwine, Loon, Busta Rhymes, M.O.P., The Notorious B.I.G., Beanie Sigel, Ludacris, Lil’ Kim, Black Rob, Missy Elliott, Snoop Dogg, а также R&B-исполнители Mario Winans, Tammy Ruggieri, Usher, Ashanti, 112, Mary J. Blige, Cheri Dennis, Carl Thomas и Faith Evans.
We Invented the Remix имел значительный коммерческий успех, достигнув 1 места в чарте Billboard 200 и 2 места в чарте Top R&B/Hip Hop Albums. Альбом также достиг 17 места в чарте UK Albums Chart в Великобритании. По данным Soundscan, за первую неделю было продано 256 тысяч копий альбома. Альбом был сертифицирован RIAA как «платиновый» 28 июня 2002 года.
Два сингла из альбома попали в чарты американского журнала Billboard: «I Need A Girl (Part One)» и «I Need A Girl (Part Two)». Они также стали успешными в чарте UK Singles Chart в Великобритании.

## Приём критиков
| Оценки критиков      | Оценки критиков |
| Источник             | Оценка          |
| -------------------- | --------------- |
| AllMusic             | [ 10 ]          |
| HipHopDX             | [ 11 ]          |
| RapReviews           | 6.0/10          |
| Entertainment Weekly | B+              |

Джейсон Бирчмейер из AllMusic похвалил альбом за то, что он собрал коллекцию первоклассных продюсеров и приглашённых артистов для создания безошибочных хитов, которые лучше, чем на The Saga Continues…, заключив, что «в результате We Invented the Remix подтверждает возвращение Комбса на вершину городского музыкального мира после нескольких лет борьбы». Wise Q из HipHopDX также похвалил треки за продюсеров и приглашённых артистов, которые придумали свою собственную интерпретацию, но спросил, может ли Дидди сохранить свою формулу ремиксов, не теряя при этом креативности . Стив 'Flash' Джуон из RapReviews сказал, что, несмотря на отличные ремиксы на «Special Delivery» и «I Need a Girl», он раскритиковал участие P. Diddy на альбоме за то, что он сделал ужасный выбор для песен, которые были и неоригинальными, и бессмысленными, заключив, что «Во всяком случае, это доказывает, что некоторые песни НЕ нуждаются в ремиксе, и даже те, которым он нужен, следует уделить более пристальное внимание, чем процесс отбора, который представлен здесь. Если вы не можете найти альбом в продаже или по сопоставимой цене, это просто не очень хорошая инвестиция. Единственное, что П. Дидди "изобрёл" - это посредственный альбом».

## Список композиций
| №                   | Название                                                                                   | Продюсер(ы)                                                               | Длительность |
| ------------------- | ------------------------------------------------------------------------------------------ | ------------------------------------------------------------------------- | ------------ |
| 1.                  | «Intro»                                                                                    | Sean «Puffy» Combs                                                        | 0:52         |
| 2.                  | «Special Delivery (Remix)» (G. Dep featuring Craig Mack, Ghostface Killah, Keith Murray)   | Ez Elpee                                                                  | 4:34         |
| 3.                  | «I Need A Girl (Part 2)» (P. Diddy featuring Ginuwine, Loon, Mario Winans, Tammy Ruggieri) | Mario Winans, Sean «Puffy» Combs                                          | 4:45         |
| 4.                  | «Bad Boy For Life (Remix)» (P. Diddy featuring Busta Rhymes, M.O.P.)                       | Megahertz                                                                 | 4:37         |
| 5.                  | «I Need A Girl (Part 1)» (P. Diddy featuring Loon, Usher)                                  | Mario Winans, Sean «Puffy» Combs                                          | 4:26         |
| 6.                  | «The Remix Phenomenon (Interlude)»                                                         | Mario Winans, Sean «Puffy» Combs                                          | 1:13         |
| 7.                  | «Unfoolish» (Ashanti featuring The Notorious B.I.G.)                                       | 7 Aurelius, Irv Gotti                                                     | 3:13         |
| 8.                  | «Dance With Me (Remix) / Peaches & Cream (Remix)» (112 featuring Beanie Sigel, Ludacris)   | Daron Jones, Mario Winans, Sean «Puffy» Combs                             | 4:56         |
| 9.                  | «No More Drama (Remix)» (Mary J. Blige featuring P. Diddy)                                 | Mario Winans, Sean «Puffy» Combs                                          | 4:04         |
| 10.                 | «So Complete (Remix)» (P. Diddy & Cheri Dennis)                                            | Buckwild, Mario Winans (co-producer), Sean «Puffy» Combs (co-producer)    | 4:36         |
| 11.                 | «Notorious B.I.G. (Remix)» (The Notorious B.I.G. featuring Lil' Kim, P. Diddy)             | Deric «D-Dot» Angelettie                                                  | 4:19         |
| 12.                 | «That’s Crazy (Remix)» (P. Diddy featuring Black Rob, G. Dep, Missy Elliott, Snoop Dogg)   | Ayinde, Mario Winans (co-producer), Sean «Puffy» Combs (co-producer)      | 3:29         |
| 13.                 | «Woke Up In The Morning (Remix)» (Carl Thomas featuring The Notorious B.I.G.)              | Harve «Joe Hooker» Pierre, Mario Winans (co-producer), Sean «Puffy» Combs | 6:04         |
| 14.                 | «You Gets No Love (Remix)» (Faith Evans featuring G. Dep)                                  | Mario Winans, Sean «Puffy» Combs                                          | 4:37         |
| Общая длительность: | Общая длительность:                                                                        | Общая длительность:                                                       | 56:20        |

### Еженедельные чарты
| Чарт (2002)                               | Высшая позиция |
| ----------------------------------------- | -------------- |
| США (Billboard 200)                       | 1              |
| США (Billboard Top R&B/Hip-Hop Albums)    | 2              |
| Австралия (ARIA)                          | 36             |
| Великобритания (UK Albums Chart)          | 17             |
| Великобритания (UK R&B Chart) (OCC)       | 3              |
| Канада (Canadian Albums Chart)            | 8              |
| Нидерланды (Album Top 100)                | 50             |
| Новая Зеландия (New Zealand Albums Chart) | 37             |
| Франция (SNEP)                            | 42             |

### Итоговые годовые чарты (альбом)
| Чарт (2001)                | Позиция |
| -------------------------- | ------- |
| Billboard 200              | 48      |
| Top R&B Albums (Billboard) | 10      |

### Синглы
| 2002 | «I Need A Girl (Part One)» (P. Diddy featuring Usher & Loon)                                  | 4 | 2 | 2 | 1 |
| 2002 | «I Need A Girl (Part Two)» (P. Diddy & Ginuwine featuring Loon, Mario Winans & Tammy Ruggeri) | 6 | 4 | 2 | 2 |

### Итоговые годовые чарты (синглы)
| Год  | Песня                                                                                         | Позиции в чартах            | Позиции в чартах            | Позиции в чартах                    |
| Год  | Песня                                                                                         | Hot 100 Singles (Billboard) | Hot R&B Singles (Billboard) | Hot R&B/Hip-Hop Airplay (Billboard) |
| ---- | --------------------------------------------------------------------------------------------- | --------------------------- | --------------------------- | ----------------------------------- |
| 2002 | «I Need A Girl (Part One)» (P. Diddy featuring Usher & Loon)                                  | 15                          | 20                          | 8                                   |
| 2002 | «I Need A Girl (Part Two)» (P. Diddy & Ginuwine featuring Loon, Mario Winans & Tammy Ruggeri) | 18                          | 14                          | 5                                   |

## Сертификации

### Альбом
| Регион | Сертификация | Продажи    |
| --- | ------------ | ---------- |
| США (RIAA) | Платиновый   | 1 000 000^ |
| Великобритания (BPI) | Золотой      | 100 000^   |
| * Данные о продажах приведены только на основе сертификации. ^ Данные о тиражах приведены только на основе сертификации. |              |            |

### Синглы
| Регион | Сертификация | Продажи |
| --- | ------------ | ------- |
| Швейцария (IFPI Switzerland) · «I Need A Girl (Part One)»                                                                | Золотой      | 20 000^ |
| * Данные о продажах приведены только на основе сертификации. ^ Данные о тиражах приведены только на основе сертификации. |              |         |

## Награды и номинации
За альбом We Invented the Remix P. Diddy был номинирован в категории «Лучший хип-хоп исполнитель» на церемонии MTV Europe Music Awards в 2002 году.
| Награда                 | Год  | Номинированная работа | Категория                  | Результат |
| ----------------------- | ---- | --------------------- | -------------------------- | --------- |
| MTV Europe Music Awards | 2002 | Sean 'Diddy' Combs    | Лучший хип-хоп исполнитель | Номинация |